# Melinda kocki
Melinda kocki är en tvåvingeart som beskrevs av Malloch 1927. Melinda kocki ingår i släktet Melinda och familjen spyflugor. Inga underarter finns listade i Catalogue of Life.